# Морас
Морас (нем. Moraas) — община в Германии, в земле Мекленбург-Передняя Померания.
Входит в состав района Людвигслуст. Подчиняется управлению Хагенов-Ланд.  Население составляет 480 человек (на 31 декабря 2010 года). Занимает площадь 16,78 км².